# Parque nacional Chagres
El Parque Nacional Chagres se encuentra entre las provincias de Panamá y Colón, en la República de Panamá. Está situado en el sector oriental del Canal de Panamá, y su superficie total es de 129.000 hectáreas.
El parque está formado por bosques tropicales y una serie de ríos que suministran el agua suficiente para el río Chagres y el lago Gatún, que regulan el funcionamiento del Canal de Panamá, y dan agua potable para Ciudad de Panamá y Colón.

## Historia
El parque fue creado en 1985, con el objetivo de preservar el bosque natural que lo compone para producir agua en cantidad y calidad suficientes para garantizar el normal funcionamiento del Canal de Panamá, para el suministro de agua potable para Ciudad de Panamá, Colón y La Chorrera, y la generación de electricidad para las ciudades de Panamá y Colón.
Para la operatividad del Canal de Panamá es necesario mantener altos niveles de agua, ya que cada barco que atraviesa las esclusas necesita alrededor de 52 millones de galones de agua dulce (unos 196,84 millones de litros) no recuperables.

## Objetos de conservación
Uno de los objetivos del Parque Nacional Chagres es preservar la fauna, como el águila arpía, el jaguar, también la flora como el bosque nuboso y el Bosque templado caducifolio.

## Fauna
En el hábitat del parque se pueden encontrar todo tipo de aves, entre las que destaca el piculus callopterus o carpintero panameño, una especie única en Panamá, además de algunos ejemplares de águila arpía, ave nacional de Panamá.  
Entre los mamíferos destacan el venado cola blanca, el mono araña de manos negras y algunas especies de  bolitoglossa. En sus densos bosques también habitan tapires, jaguares y otros grandes felinos.
En el Chagres y otros ríos de la zona habitan 59 especies de peces de agua dulce, además de gatos de agua, junto con caimanes de anteojos y cocodrilos.

## Climatología
Las temperaturas medias del parque varían entre los 30°C de sus zonas más bajas y los 20 °C en las montañas. Las precipitaciones varían entre 2.200 mm en el lago Alajuela y 4.000 mm en zonas montañosas. Sus colinas están cubiertas por bosque tropical húmedo y muy húmedo.